# Oleg Ejsmont
Oleg Ejsmont (Russisch: Олег Эйсмонт) (?, 8 september 1963) is een Russische schaker met een FIDE-rating van 2311 in 2017. Hij is, sinds 1993, een internationaal meester (IM). 
In 2009 werd hij zesde bij het Helmut Kohls IM-toernooi in Duitsland.

## Externe koppelingen
- (en)   Informatie over schaakpartijen van Oleg Ejsmont op ChessGames.com
- (en)   Informatie over schaakpartijen van Oleg Ejsmont op 365chess.com
- (en)  FIDE-ratinggegevens voor Oleg Ejsmont